# José Pereira da Silva Barros
José Pereira da Silva Barros (* 24. November 1835 in Taubaté, São Paulo; † 15. April 1898) war ein brasilianischer Geistlicher und römisch-katholischer Erzbischof von São Sebastião do Rio de Janeiro.

## Biographie
Nach dem Schulabschluss trat da Silva Barros in ein Priesterseminar ein und empfing mit 23 Jahren am 27. Dezember 1858 die Priesterweihe.
Am 15. März 1881 wurde da Silva Barros zum Bischof von Olinda ernannt und am 13. Mai desselben Jahres von Papst Leo XIII. bestätigt. Die Bischofsweihe spendete ihm der Erzbischof von São Paulo, Lino Deodato Rodrigues de Carvalho, am 28. August desselben Jahres. Mitkonsekratoren waren der Bischof von São Sebastião do Rio de Janeiro, Pedro Maria de Lacerda, und der Bischof von Mariana, Antônio Maria Corrêa de Sá e Benevides.
Am 12. Mai 1891 wurde er zum Bischof von São Sebastião do Rio de Janeiro ernannt. Mit der Erhebung des Bistums zum Erzbistum São Sebastião do Rio de Janeiro am 27. April 1892 wurde er zu dessen erstem Erzbischof ernannt.
Am 1. September 1893 zog sich da Silva Barros von seinen Ämtern in Rio da Janeiro zurück und wurde am 2. Dezember 1895 zum Titularerzbischof von Darnis ernannt.